# 1،2،3 سولاي
أن دو تروا سولاي (بالفرنسية: 1, 2, 3 Soleils) (بالعربية: واحد، اثنان، ثلاث شموس) هو ألبوم مباشر للفنانين الجزائريين رشيد طه والشاب خالد وفُضيل الذين يعتبرون لدى الكثيرين أحسن فناني موسيقى الراي. وقع الحفل الغنائي سنة 1998 في قصر بيرسي بباريس، وقام المغنون الثلاثة بأداء أشهر أغانيهم بالإضافة إلى أغاني كلاسيكية جزائرية. قسمت الأغاني الثلاثة والعشرون على قرصين أنتجهما ستيف هيلاج وأصدرتهما باركلي في 1999.

## المبيعات
حقق الالبوم مبيعات ضخمة في فرنسا، حيث بيعت أكثر من مليونين ونصف نسخة كما بقي لمدة 56 أسبوعًا في الرسوم البيانية، 13 منها في المراكز العشر الأولى.

## الأغاني
القرص 1
1. «خليوني خليوني» – 5:39 (موسيقى)
2. «منفي» – 5:41 (طه، الشاب خالد، فُضيل)
3. «الراي» – 4:40 (فُضيل، الشاب خالد)
4. «نسي نسي» – 5:14 (الشاب خالد)
5. «إيدا» – 7:08 (طه)
6. «بيضاء» – 5:42 (فُضيل)
7. «عُمري» – 5:44 (فُضيل، طه)
8. «ڤوالا ڤوالا» – 5:50 (طه، فُضيل، الشاب خالد)
9. «أندي» – 5:38 (طه، الشاب خالد)
10. «الشابة» – 5:30 (الشاب خالد، طه، فُضيل)
11. «صحراء» – 4:42 (الشاب خالد)

القرص 2
1. «مديح» – 7:24 (الشاب خالد)
2. «وهران وهران» – 4:58 (الشاب خالد)
3. «الأجنحة» – 5:14 (الشاب خالد)
4. «لا كاميل» – 5:28 (الشاب خالد، فُضيل)
5. «عبد القادر» – 5:12 (الشاب خالد، طه، فضيل)
6. «بنت الصحراء» – 7:21 (الشاب خالد، طه)
7. «عائشة» – 6:51 (الشاب خالد، فُضيل)
8. «تيلمون نبغيك» – 9:10 (فُضيل)
9. «ديدي» – 6:08 (الشاب خالد، طه، فُضيل)
10. «يا الرايح» – 7:28 (طه، الشاب خالد، فُضيل)
11. «دائما» – 4:20 (طه، الشاب خالد، فُضيل)
12. «كوم دابيتود» – 4:21 (طه، الشاب خالد، فُضيل)

## الترتيب
| الترتيب      | أفضل مركز |
| ------------ | --------- |
| فرنسا (SNEP) | 4         |

## إنجازات
حصل على الثلاثي على جائزة وورلد ميوزيك أوورد سنة 2000.
حصل الألبوم في فرنسا على قرصين ذهبيين وحصل فيديو الدي في دي على شهادة قرص ذهبي.

## وصلات خارجية
- 1،2،3 سولاي على موقع أول موفي (الإنجليزية)
- أن دو تروا سولاي